# Steigt freudig in die Luft, BWV 36a
Steigt freudig in die Luft, BWV 36a (Enlaireu-vos joiosament), és una cantata profana de Johann Sebastian Bach estrenada a Leipzig probablement el 30 de novembre de 1726.

## Origen i context
Amb el número BWV 36 s'han catalogat quatre cantates d'orígens i destinacions ben diferents. La primera versió és de l'any 1725, BWV 36c, i la música sembla que fou reutilitzada en aquesta BWV 36a, dedicada al vint-i-quatrè aniversari de Charlotte Friederike Wilhelmine de Nassa-Siegen, gran afeccionada a la música, segona esposa del príncep Leopold d'Anhalt-Koethen, superior de Bach a Köthen. La musica s'ha perdut, però es conserva el llibret de Picander, que és una parodia de la BWV 36c, encara que en canvia el títol.

## Anàlisi
Consta de nou números
1. Ària: Steigt freudig in die Lufft zu den erhabenen Höhen
2. Recitatiu: Durchlauchtigste
3. Ària: Die Sonne zieht mit sanfften Triebe
4. Recitatiu: Die Danckbarkeit
5. Ària: Sey willkommen, schönster Tag!
6. Recitatiu: Wiewohl das ist noch nicht genung
7. Ària: Auch mit gedämpfften schwachen Stimmen
8. Recitatiu: Doch ehe wir noch Deinen Thron verlassen
9. Ària: Grüne, blühe, lebe lange

## Discografia seleccionada
Hi ha un gravació d'una versió reconstruïda per Alexandre Grychtolik.
J.S. Bach, Birthday Cantatas, BWV 36a & 66a. Alexandre Grychtolik Mitteldeutsche Hofmusik, Gudrun Sidonie Otto, Wiebke Lehmkuhl, Hans Jörg Mammel, Carsten Krüger. (Rondeau), 2013